# Polish Open 2014
Die Polish Open 2014 im Badminton fanden vom 20. bis zum 23. März 2014 in Warschau statt.

## Sieger und Platzierte
| Disziplin    | Gold                               | Silber                                | Bronze                                |
| ------------ | ---------------------------------- | ------------------------------------- | ------------------------------------- |
| Herreneinzel | Brice Leverdez                     | Rasmus Fladberg                       | Lucas Corvée                          |
| Herreneinzel | Brice Leverdez                     | Rasmus Fladberg                       | Adrian Dziółko                        |
| Dameneinzel  | Yuka Kusunose                      | Chisato Hoshi                         | Olga Golovanova                       |
| Dameneinzel  | Yuka Kusunose                      | Chisato Hoshi                         | Petya Nedelcheva                      |
| Herrendoppel | Adam Cwalina Przemysław Wacha      | Nikita Khakimov Vasily Kuznetsov      | Chow Pak Chuu Mak Hee Chun            |
| Herrendoppel | Adam Cwalina Przemysław Wacha      | Nikita Khakimov Vasily Kuznetsov      | Bastian Kersaudy Gaëtan Mittelheisser |
| Damendoppel  | Anastasia Chervyakova Nina Vislova | Ayane Kurihara Naru Shinoya           | Sarah Thomas Carissa Turner           |
| Damendoppel  | Anastasia Chervyakova Nina Vislova | Ayane Kurihara Naru Shinoya           | Audrey Fontaine Émilie Lefel          |
| Mixed        | Vitaliy Durkin Nina Vislova        | Robert Mateusiak Agnieszka Wojtkowska | Baptiste Carême Anne Tran             |
| Mixed        | Vitaliy Durkin Nina Vislova        | Robert Mateusiak Agnieszka Wojtkowska | Gaëtan Mittelheisser Audrey Fontaine  |